# Crocus suwarowianus
Crocus suwarowianus là một loài thực vật có hoa trong họ Diên vĩ. Loài này được K.Koch miêu tả khoa học đầu tiên năm 1848.